# Castelo de Doornenburg
Castelo de Doornenburg (em neerlandês:  Kasteel Doornenburg) é um castelo holandês do século XIII Ele é mencionado pela primeira vez em 1295. É um dos castelos maiores e mais bem preservados da Holanda. Consiste em um castelo principal e um castelo dianteiro que estão ligados através de uma pequena ponte de madeira.